# Ирландия на «Евровидении-2014»
Ирландия принимает участие в конкурсе песни «Евровидение 2014» в Копенгагене, Дания. Представитель был выбран путём национального отбора при помощи конкурса «Eurosong 2014», организованным ирландским национальным вещателем «RTÉ».

## Eurosong 2014
Eurosong 2014 стал конкурсом ирландского национального финала, который выбирал представителя от Ирландии на «Евровидение 2014». Несмотря на последнее место в финале на конкурсе песни «Евровидение 2013», «RTÉ» вскоре объявил после завершения конкурса предыдущего года, что они будут продолжать участвовать позже подтверждая своё участие в июле 2013 года и что они несомненно будут в числе участников конкурса 2014 года. 31 октября 2013 года «RTÉ» объявил, что процедура отбора конкурса «Eurosong» вернется, продолжая в качестве специального издания «The Late Late Show», которое состоялось 28 февраля 2014 года. Пять руководителей конкурса несли ответственность за каждый выбора песни и исполнителя на конкурс, где сочетание общественного голосования и голосов региональных жюри выбрало представителя Ирландии. Руководители должны были до 3 января 2014 года представить сведения относительно песен и выступления кандидатов, в то время как версии вступления должны быть представлены в «RTÉ» к 3 февраля 2014 года. 5 февраля 2014 года «RTÉ» назвал имена и названия конкурирующих кандидатов и песен. Пять песен были представлены 6 февраля 2014 года, во время программы Rick in the Afternoon, по приглашению Рика О'Ши который ведёт программу  Mooney.
Руководители конкурса «Eurosong 2014» являются:
- Билли Мак-Гиннесс, гитарист ирландской рок-группы «Aslan»
- Хазель Канесваран, певец и композитор
- Кормак Баттле, ведущий «RTÉ 2fm», вокалист и гитарист ирландских групп «Kerbdog» и «Wilt»
- Валери Роу, менеджер группы
- Марк Мерфи, тур-менеджер

### Участники
| Ментор            | Участник                | Песня                   | Автор(ы) песни                                                        |
| ----------------- | ----------------------- | ----------------------- | --------------------------------------------------------------------- |
| Билли Мак-Гиннесс | Laura O'Neill           | «You Don't Remember Me» | Don Mescall, Люси Сильвас                                             |
| Хазель Канесваран | «Can-Linn» и Кейси Смит | «Heartbeat»             | Hazel Kaneswaran, Jonas Gladnikoff, Rasmus Palmgren, Patrizia Helande |
| Кормак Баттле     | Andrew Mann             | «Be Mine»               | Cormac Battle                                                         |
| Валери Роу        | Patricia Roe            | «Don't Hold On»         | Patricia Roe                                                          |
| Марк Мерфи        | Eoghan Quigg            | «The Movie Song»        | Karl Broderick                                                        |

### Голосование
| № | Песня                   | Региональное жюри | Региональное жюри | Региональное жюри | Региональное жюри | Региональное жюри | Региональное жюри | Телеголосование | Всего | Место |
| № | Песня                   | Корк              | Лимерик           | Голуэй            | Слайго            | Дублин            | Всего             | Телеголосование | Всего | Место |
| - | ----------------------- | ----------------- | ----------------- | ----------------- | ----------------- | ----------------- | ----------------- | --------------- | ----- | ----- |
| 1 | «Don't Hold On»         | 6                 | 6                 | 4                 | 4                 | 6                 | 26                | 30              | 56    | 4     |
| 2 | «The Movie Song»        | 10                | 10                | 10                | 12                | 10                | 52                | 50              | 102   | 2     |
| 3 | «Heartbeat»             | 8                 | 12                | 12                | 10                | 12                | 54                | 60              | 114   | 1     |
| 4 | «Be Mine»               | 4                 | 4                 | 6                 | 6                 | 4                 | 24                | 20              | 44    | 5     |
| 5 | «You Don't Remember Me» | 12                | 8                 | 8                 | 8                 | 8                 | 44                | 40              | 84    | 3     |

## На Евровидении
Представитель Ирландии на конкурсе будет выступать во второй половине второго полуфинала, который пройдет 8 мая 2014 года в Копенгагене.